# Rete ferroviaria del Lazio
La rete ferroviaria del Lazio è in parte di proprietà statale gestita da Rete Ferroviaria Italiana (RFI) e in parte di proprietà regionale (ex ferrovie concesse) gestita da ASTRAL. Il Lazio, in particolare il nodo di Roma, riveste un ruolo fondamentale per la rete ferroviaria nazionale e internazionale, perché collega il nord Italia con il sud ed è percorsa dall'asse europeo numero 1 Berlino-Palermo e dall'asse numero 24 Corridoio dei due mari. Il Lazio quindi fa parte della Rete ferroviaria convenzionale trans-europea TEN-T.

## Rete RFI
Rete Ferroviaria Italiana (RFI) gestisce nel Lazio 1211 km di linee, che si articolano in:
- 644 km di linee fondamentali, 335 km di linee complementari e 232 km di linee che appartengono al nodo ferroviario di Roma.
- 863 km di linee a doppio binario e 348 km di linee a binario unico.
- 1108 km di linee elettrificate e 103 km di linee non elettrificate (diesel).

### Linee fondamentali
- Ferrovia Firenze-Roma (direttissima). Linea a doppio binario ed elettrificata 3 kV cc.
- Ferrovia Firenze-Roma. Linea a doppio binario ed elettrificata 3 kV cc.
- Ferrovia Roma-Napoli (alta velocità). Linea a doppio binario ed elettrificata 25 kV ca.
- Ferrovia Roma-Napoli (via Formia). Linea a doppio binario ed elettrificata 3 kV cc.
- Ferrovia Roma-Cassino-Napoli. Linea a doppio binario ed elettrificata 3 kV cc.
- Ferrovia Livorno-Roma. Linea a doppio binario ed elettrificata 3 kV cc.
- Ferrovia Roma-Ancona. Linea parzialmente a doppio binario ed elettrificata 3 kV cc.

### Linee complementari
- Ferrovia Roma-Pescara. Linea in gran parte a binario unico ed elettrificata 3 kV cc. Da luglio 2025 a doppio binario solo nel tratto Roma Tiburtina-Bagni di Tivoli.[3]
- Ferrovia Roma-Fiumicino. Linea a doppio binario ed elettrificata 3 kV cc.
- Ferrovia Roma-Capranica-Viterbo. Linea in gran parte a binario unico ed elettrificata 3 kV cc. Attualmente a doppio binario nel tratto Roma Ostiense-Cesano. È di prossimo avvio la progettazione preliminare per il raddoppio fino a Bracciano[4].
- Ferrovia Roma-Velletri. Linea a doppio binario nel tratto Roma Termini-Ciampino, ed elettrificata 3 kV cc.
- Ferrovia Roma-Albano. Linea a doppio binario nel tratto Roma Termini-Ciampino, ed elettrificata 3 kV cc.
- Ferrovia Campoleone-Nettuno. Linea a binario semplice ed elettrificata 3 kV cc.
- Ferrovia Roccasecca-Avezzano. Linea a binario semplice e non elettrificata.
- Ferrovia Terni-Sulmona. Linea a binario semplice e non elettrificata.
- Ferrovia Viterbo-Attigliano. Linea a binario semplice ed elettrificata 3 kV cc.
- Ferrovia Terracina-Priverno. Linea a binario semplice ed elettrificata 3 kV cc.
- Ferrovia Roma-Frascati. Linea a doppio binario nel tratto Roma Termini-Ciampino, ed elettrificata 3 kV cc.
- Ferrovia Civitavecchia-Civitavecchia Marittima. Linea a semplice binario ed elettrificata in parte a 3 kV cc.

### Sicurezza
Tutta la rete ferroviaria è coperta da uno o più sistemi di sicurezza, di cui i principali sono:
- 631 km sono protetti dal Sistema di Comando e Controllo (SCC) e dal Comando Centralizzato del Traffico (CTC).
- 978 km sono coperti dal Sistema di controllo della marcia del treno (SCMT).

#### Il collegamento ferro-marittimo Civitavecchia-Golfo Aranci

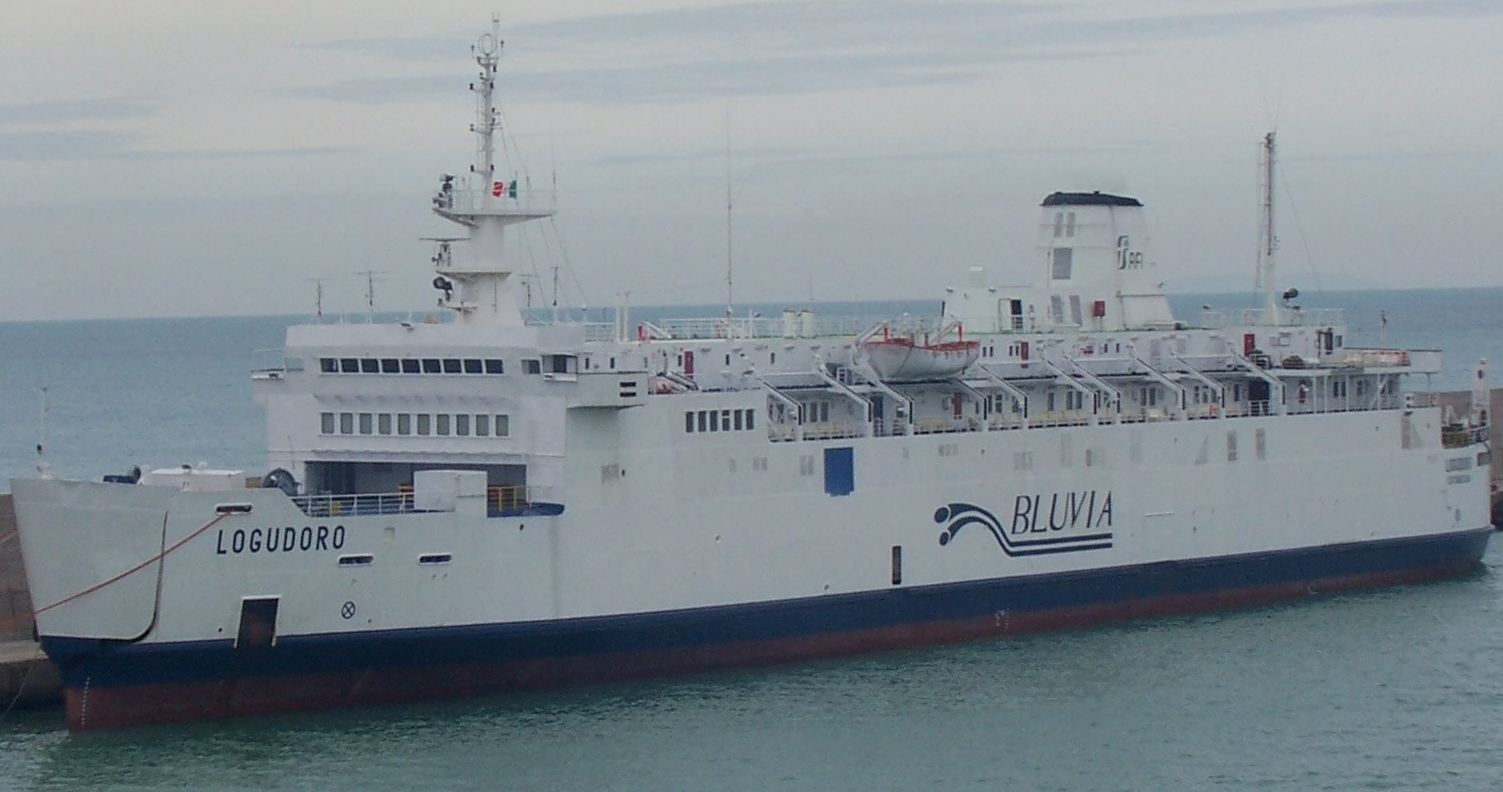
La Logudoro, unica superstite della flotta realizzata per la rotta tra Civitavecchia e Golfo Aranci, operativa in seguito nello Stretto di Messina

Dal 1961 al 2010 il gruppo Ferrovie dello Stato ha effettuato anche un collegamento con navi traghetto tra i porti di Civitavecchia e Golfo Aranci. Tale relazione (di 115 miglia nautiche) nacque col fine di garantire un regolare servizio per il trasporto di carri merci, persone e autoveicoli (oltre che di rotabili) tra la Sardegna e l'Italia continentale, prerogative che dagli anni duemila in poi ha progressivamente perso, arrivando alla dismissione prima del trasporto di persone e auto nella primavera 2001, e poi all'interruzione del servizio regolare di trasporto merci nel 2009.
Dal 2010 il servizio viene eseguito solo su richiesta e in condizioni di sostenibilità economica, inoltre la chiusura degli impianti ferroviari nel porto di Civitavecchia in quello stesso anno ha portato allo spostamento della rotta dal centro laziale a Messina, distante 333 miglia nautiche.
A queste variazioni al servizio è seguito un crollo del traffico merci, passando dai circa 16 000 carri trasportati nel 2007 ai 3 261 del 2008 (anno in cui si manifestò il tentativo di interruzione dell'esercizio regolare), ai 253 del 2009, sino ai 48 del 2010 e ai 34 del 2011.
In precedenza negli anni settanta e nei primi anni ottanta la media si assestava invece sui 50 000 carri e su oltre 400 000 passeggeri trasportati all'anno, mentre per quanto riguarda le merci a metà anni novanta si toccarono punte di quasi 65 000 carri movimentati, valore poi man mano sceso ai dati precedenti all'interruzione del servizio regolare. Tale calo secondo la Regione Autonoma della Sardegna fu dovuto non alla mancanza di domanda di trasporto ma alla progressiva dismissione delle navi operative sulla rotta, che portò a ridurre la capacità di carico del 65% nel giro di un decennio.
Sei furono le navi costruite appositamente per il servizio sulla relazione (altre tuttavia furono dirottate dallo Stretto di Messina all'occorrenza), strutturate con ponti binari per ospitare carri e rotabili in genere e, nella maggior parte dei casi, attrezzate per il trasporto di passeggeri e veicoli su gomma. In ordine di entrata in servizio si tratta dei traghetti Tyrsus, Hermaea, Gennargentu, Gallura, Garibaldi (solo per trasporto merci) e Logudoro: salvo quest'ultimo, tutti gli altri sono stati demoliti nel corso degli anni.

## Ferrovie ex-concesse
In aggiunta alla rete RFI, il Lazio presenta 130 km di linee ferroviarie di proprietà regionale (ex concesse) gestite da ASTRAL (gestore dell'infrastruttura) e Cotral (impresa ferroviaria). Queste si articolano in:
- Roma-Lido. Linea a doppio binario ed elettrificata a 1,5 kV cc.
- Roma-Civita Castellana-Viterbo. Linea parzialmente a doppio binario (fino a Montebello) ed elettrificata a 3 kV cc.

È stata parte della rete anche la Roma-Giardinetti, una linea a scartamento ridotto 950 mm, a doppio binario, elettrificata a 1,65 kV CC e con esercizio di tipo tranviario. Nel 2021, ne è stato deliberato il trasferimento di proprietà dalla regione Lazio al comune di Roma in vista della trasformazione della linea in metrotranvia a scartamento ordinario.

## Servizio passeggeri
Il servizio passeggeri lungo la rete RFI è operato da Trenitalia, la controllata di Ferrovie dello Stato, ad eccezione della Ferrovia Terni-Sulmona dove sul tratto in territorio laziale opera Ferrovia Centrale Umbra in subappalto per Trenitalia. Cotral invece effettua il servizio passeggeri lungo le due ferrovie di proprietà regionale.

### Trenitalia
La Direzione Regionale Lazio di Trenitalia trasporta circa 320.000 viaggiatori grazie ad una offerta di quasi mille treni al giorno. La Direzione Regionale può contare su 1300 punti vendita 39 biglietterie 200 biglietterie self-service.
Il parco rotabile di Trenitalia, grazie agli investimenti sostenuti dalla regione Lazio, è in fase di riqualificazione e si sta procedendo con l'acquisto di nuove carrozze Vivalto. Il parco rotabile si articola in:
- 63 locomotive E.464
- 56 elettromotrici tra cui TAF, ALe 801 e Minuetto
- 413 carrozze.

La Direzione Regionale Lazio ha conseguito la certificazione UNI EN ISO 9001/2000 per la progettazione e l'erogazione del servizio di Trasporto Pubblico Locale su ferrovia nella Regione Lazio.

#### Ferrovie Laziali
Una parte delle linee fondamentali e complementari costituisce il sistema delle Ferrovie Laziali (FL), con 8 relazioni operate da Trenitalia e convergenti sulla città di Roma, finanziato in larga parte dalla Regione Lazio. Le linee FL1, FL2 e FL3 offrono, particolarmente nelle tratte urbane di Roma, un servizio metropolitano grazie alla frequenza e alle numerose fermate urbane, integrato con la metropolitana ed i mezzi di superficie; le altre linee effettuano un servizio per lo più regionale.